# Hidkal, Hukeri
Hidkal là một làng thuộc tehsil Hukeri, huyện Belgaum, bang Karnataka, Ấn Độ.